# Demoversion
Eine Demoversion oder Demo (kurz für Demonstration) ist eine in der Regel kostenlose Testversion eines Computerspiels oder auch allgemein eines Computerprogramms. Dabei ist der Funktionsumfang oder der Nutzungszeitraum der Software gegenüber der kostenpflichtigen Vollversion eingeschränkt.
Mit einer Demo soll ein Produkt, eine bestimmte Technik oder ein Spielprinzip vorgestellt und potentielle Käufer dadurch angesprochen werden. Meist wird die Demo im Internet zum Herunterladen angeboten oder befindet sich auf Datenträgern in Computer- und Spielezeitschriften.

## Computerspiele
Demos von Computerspielen zeigen oft die ersten paar Level, damit der potentielle Käufer einen ersten Eindruck gewinnen kann. So kann er beurteilen, ob ihm das Spielprinzip zusagt, ob das Spiel auf seinem Endgerät einwandfrei funktioniert oder ob zum Beispiel ein Upgrade der Hardware nötig ist.
Die Vollversion kann als zusätzliches Programm angeboten werden, oder direkt über die Demoversion als sogenannter In-Game-Kauf oder In-App-Kauf erworben werden. Diese Art der Verbreitung wird auch als Trial-Software bezeichnet, wohingegen eine Demo-Software oft einen zeitlich Begrenzten Einblick in das Spiel liefert. Besonders bei teureren Spielen wird die Nutzung einer unabhängigen Demo- oder Trialversion bevorzugt, um Manipulierungsversuchen vorzubeugen, bei denen Hacker versuchen, das Spiel auszutricksen und so vollen Zugriff auf die Vollversion erhalten.
Außerdem lassen sich Demos bei Computerspielen manchmal nur eine begrenzte Anzahl oft starten und bieten nicht alle Spielmodi an.

## Demos als Werbemittel
Auf der Basis einer Demo werden oft Kaufentscheidungen getroffen; daher sind Demos oftmals ein wichtiger Aspekt des Marketings der Spieleentwickler und Publisher von Computerspielen. Im Rahmen des DICE Summit 2013 stellte Jesse Schell, der Autor des Buchs The Art of Game Design, Daten zur Analyse des Zusammenhangs zwischen der Veröffentlichung von Spieledemos und dem Kaufverhalten der Konsumenten vor. Den im Jahr 2013 dargelegten Angaben der EEDAR zufolge verkauften sich innerhalb eines Zeitraums von sechs Monaten Spiele mit einer Demoversion und einem Trailer etwa halb so häufig wie Spiele mit einem Trailer ohne Demoversion.